# Championnat du monde de motocross 2008
Navigation
Édition précédente Édition suivante
Le championnat du monde de motocross 2008 compte quinze Grands prix.

## Grand Prix de la saison 2008

### MX1 et MX2
| Manche | Date              | Grand Prix                       | Lieu                                | Classe | Course 1           | Course 2           | Vainqueur          |
| 1      | 6 avril 2008      | Grand Prix des Pays-Bas          | Valkenswaard                        | MX1    | Ken De Dycker      | Ken De Dycker      | Ken De Dycker      |
| 1      | 6 avril 2008      | Grand Prix des Pays-Bas          | Valkenswaard                        | MX2    | Tyla Rattray       | Tyla Rattray       | Tyla Rattray       |
| 2      | 20 avril 2008     | Grand Prix d'Espagne             | Bellpuig                            | MX1    | Steve Ramon        | Annulée            | Steve Ramon        |
| 2      | 20 avril 2008     | Grand Prix d'Espagne             | Bellpuig                            | MX2    | Tyla Rattray       | Davide Guarneri    | Davide Guarneri    |
| 3      | 27 avril 2008     | Grand Prix du Portugal           | Agueda                              | MX1    | David Philippaerts | Sébastien Pourcel  | Sébastien Pourcel  |
| 3      | 27 avril 2008     | Grand Prix du Portugal           | Agueda                              | MX2    | Antonio Cairoli    | Antonio Cairoli    | Antonio Cairoli    |
| 4      | 11 mai 2008       | Grand Prix de Bulgarie           | Sevlievo                            | MX1    | David Philippaerts | Sébastien Pourcel  | David Philippaerts |
| 4      | 11 mai 2008       | Grand Prix de Bulgarie           | Sevlievo                            | MX2    | Antonio Cairoli    | Tommy Searle       | Tommy Searle       |
| 5      | 18 mai 2008       | Grand Prix d'Italie              | Mantoue                             | MX1    | Sébastien Pourcel  | Maximilian Nagl    | Marc de Reuver     |
| 5      | 18 mai 2008       | Grand Prix d'Italie              | Mantoue                             | MX2    | Nicolas Aubin      | Antonio Cairoli    | Antonio Cairoli    |
| 6      | 1er juin 2008     | Grand Prix de Grande-Bretagne    | Mallory Park                        | MX1    | Ken De Dycker      | Jonathan Barragan  | Jonathan Barragan  |
| 6      | 1er juin 2008     | Grand Prix de Grande-Bretagne    | Mallory Park                        | MX2    | Tyla Rattray       | Antonio Cairoli    | Antonio Cairoli    |
| 7      | 15 juin 2008      | Grand Prix de France             | Circuit du Puy de Poursay à Mazeray | MX1    | Sébastien Pourcel  | Sébastien Pourcel  | Sébastien Pourcel  |
| 7      | 15 juin 2008      | Grand Prix de France             | Circuit du Puy de Poursay à Mazeray | MX2    | Tommy Searle       | Tommy Searle       | Tommy Searle       |
| 8      | 29 juin 2008      | Grand prix d'Allemagne           | Teutschenthal                       | MX1    | Joshua Coppins     | Joshua Coppins     | Joshua Coppins     |
| 8      | 29 juin 2008      | Grand prix d'Allemagne           | Teutschenthal                       | MX2    | Antonio Cairoli    | Tyla Rattray       | Tyla Rattray       |
| 9      | 6 juillet 2008    | Grand Prix de Suède              | Uddevalla                           | MX1    | Jonathan Barragan  | Maximilian Nagl    | Jonathan Barragan  |
| 9      | 6 juillet 2008    | Grand Prix de Suède              | Uddevalla                           | MX2    | Tyla Rattray       | Antonio Cairoli    | Antonio Cairoli    |
| 10     | 20 juillet 2008   | Grand Prix d'Afrique du Sud      | Nelspruit                           | MX1    | Steve Ramon        | Jonathan Barragan  | Jonathan Barragan  |
| 10     | 20 juillet 2008   | Grand Prix d'Afrique du Sud      | Nelspruit                           | MX2    | Tommy Searle       | Tyla Rattray       | Tommy Searle       |
| 11     | 3 août 2008       | Grand Prix de Belgique           | Lommel                              | MX1    | Marc de Reuver     | Jonathan Barragan  | Jonathan Barragan  |
| 11     | 3 août 2008       | Grand Prix de Belgique           | Lommel                              | MX2    | Tyla Rattray       | Gert Krestinov     | Gert Krestinov     |
| 12     | 10 août 2008      | Grand Prix de République tchèque | Loket                               | MX1    | Maximilian Nagl    | David Philippaerts | David Philippaerts |
| 12     | 10 août 2008      | Grand Prix de République tchèque | Loket                               | MX2    | Tyla Rattray       | Tommy Searle       | Tommy Searle       |
| 13     | 31 août 2008      | Grand Prix d'Irlande             | Dublin                              | MX1    | Ken De Dycker      | Tanel Leok         | Tanel Leok         |
| 13     | 31 août 2008      | Grand Prix d'Irlande             | Dublin                              | MX2    | Zach Osborne       | Tyla Rattray       | Tyla Rattray       |
| 14     | 7 septembre 2008  | Grand Prix du Benelux            | Lierop                              | MX1    | Marc de Reuver     | Ken De Dycker      | Marc de Reuver     |
| 14     | 7 septembre 2008  | Grand Prix du Benelux            | Lierop                              | MX2    | Tyla Rattray       | Tyla Rattray       | Tyla Rattray       |
| 15     | 14 septembre 2008 | Grand Prix de la Ville de Faenza | Faenza                              | MX1    | Maximilian Nagl    | Maximilian Nagl    | Maximilian Nagl    |
| 15     | 14 septembre 2008 | Grand Prix de la Ville de Faenza | Faenza                              | MX2    | Tommy Searle       | Tommy Searle       | Tommy Searle       |

### MX3
| Manche | Date              | Grand Prix              | Lieu                 | Course 1          | Course 2          | Vainqueur du Grand Prix |
| ------ | ----------------- | ----------------------- | -------------------- | ----------------- | ----------------- | ----------------------- |
| 1      | 6 avril 2008      | Grand Prix d'Espagne    | Talavera de la Reina | Jan Zaremba       | Thomas Allier     | Thomas Allier           |
| 2      | 13 avril 2008     | Grand Prix de France    | Castelnau-de-Lévis   | Sébastien Pourcel | Sébastien Pourcel | Sébastien Pourcel       |
| 3      | 27 avril 2008     | Grand Prix d'Italie     | San Severino Marche  | Christian Beggi   | Christian Beggi   | Christian Beggi         |
| 4      | 4 mai 2008        | Grand Prix de France    | Plomion              | Thomas Allier     | Sven Breugelmans  | Sven Breugelmans        |
| 5      | 18 mai 2008       | Grand Prix du Portugal  | Cortelha             | Sven Breugelmans  | Thomas Allier     | Sven Breugelmans        |
| 6      | 25 mai 2008       | Grand Prix d'Espagne    | Alhama de Murcia     | Jonathan Barragan | Jonathan Barragan | Jonathan Barragan       |
| 7      | 8 juin 2008       | Grand Prix de Croatie   | Mladina              | Christian Beggi   | Annulée           | Christian Beggi         |
| 8      | 15 juin 2008      | Grand Prix de Bulgarie  | Samokov              | Thomas Allier     | Christophe Martin | Christophe Martin       |
| 9      | 6 juillet 2008    | Grand Prix des Pays-Bas | Markelo              | Thomas Allier     | Sven Breugelmans  | Sven Breugelmans        |
| 10     | 13 juillet 2008   | Grand Prix de Slovénie  | Orehova Vas          | Alex Salvini      | Saso Krajelj      | Alex Salvini            |
| 11     | 20 juillet 2008   | Grand Prix de Slovaquie | Sverepec             | Thomas Allier     | Patrick Caps      | Thomas Allier           |
| 12     | 3 août 2008       | Grand Prix du Chili     | Laguna Caren         | Thomas Allier     | Christian Beggi   | Christian Beggi         |
| 13     | 17 août 2008      | Grand Prix de Finlande  | Heinola              | Sven Breugelmans  | Sven Breugelmans  | Sven Breugelmans        |
| 14     | 23 août 2008      | Grand Prix du Danemark  | Randers              | Sven Breugelmans  | Sven Breugelmans  | Sven Breugelmans        |
| 15     | 7 septembre 2008  | Grand Prix de Suisse    | Roggenburg           | Sven Breugelmans  | Alvaro Lozano     | Alvaro Lozano           |
| 16     | 14 septembre 2008 | Grand Prix d'Allemagne  | Jauer                | Christophe Martin | Christophe Martin | Christophe Martin       |

## Classement des pilotes MX1
| Pos. | Pilote                 | Pays             | Constructeur | Pts |
| ---- | ---------------------- | ---------------- | ------------ | --- |
| 1er  | David Philippaerts     | Italie           | Yamaha       | 509 |
| 2e   | Steve Ramon            | Belgique         | Suzuki       | 495 |
| 3e   | Ken De Dijcker         | Belgique         | Suzuki       | 490 |
| 4e   | Jonathan Barragan      | Espagne          | KTM          | 455 |
| 5e   | Joshua Coppins         | Nouvelle-Zélande | Yamaha       | 446 |
| 6e   | Maximilian Nagl        | Allemagne        | KTM          | 444 |
| 7e   | Sébastien Pourcel      |                  | Kawasaki     | 392 |
| 8e   | Tanel Leok             | Estonie          | Kawasaki     | 352 |
| 9e   | Billy McKenzie         | Grande-Bretagne  | Honda        | 320 |
| 10e  | Marc De Reuver         | Pays-Bas         | Honda        | 292 |
| 11e  | Clément Desalle        | Belgique         | Suzuki       | 290 |
| 12e  | Manuel Priem           | Belgique         | Kawasaki     | 261 |
| 13e  | Julien Bill            | Suisse           | Honda        | 183 |
| 14e  | Aigar Leok             | Estonie          | Yamaha       | 164 |
| 15e  | Kornel Nemeth          | Hongrie          | KTM          | 159 |
| 16e  | Marcus Schiffer        | Allemagne        | KTM          | 147 |
| 17e  | Tom Church             | Grande-Bretagne  | Kawasaki     | 109 |
| 18e  | Mike Brown             | États-Unis       | Honda        | 107 |
| 19e  | James Noble            | Grande-Bretagne  | KTM          | 94  |
| 20e  | Steve Boniface         | France           | Honda        | 75  |
| 21e  | Carlos Campano         | Espagne          | Yamaha       | 74  |
| 22e  | Alex Salvini           | Italie           | Suzuki       | 70  |
| 23e  | Brad Anderson          | Grande-Bretagne  | Suzuki       | 54  |
| 24e  | Kevin Strijbos         | Belgique         | Kawasaki     | 39  |
| 25e  | Pierre Alexandre Renet | France           | Suzuki       | 39  |
| 26e  | Grégory Aranda         | France           | Kawasaki     | 35  |
| 27e  | Alessio Chiodi         | Italie           | TM           | 32  |
| 28e  | Luis Correia           | Portugal         | Suzuki       | 28  |
| 29e  | Scott Columb           | Nouvelle-Zélande | Suzuki       | 25  |
| 30e  | Cédric Melotte         | Belgique         | Aprilia      | 23  |

## Classement des pilotes MX2
| Pos. | Pilote              | Pays            | Constructeur | Pts |
| ---- | ------------------- | --------------- | ------------ | --- |
| 1er  | Tyla Rattray        | Afrique du Sud  | KTM          | 636 |
| 2e   | Tommy Searle        | Grande-Bretagne | KTM          | 613 |
| 3e   | Nicolas Aubin       | France          | Yamaha       | 406 |
| 4e   | Shaun Simpson       | Grande-Bretagne | KTM          | 394 |
| 5e   | Rui Goncalves       | Portugal        | KTM          | 380 |
| 6e   | Antonio Cairoli     | Italie          | Yamaha       | 357 |
| 7e   | Xavier Boog         | France          | Suzuki       | 307 |
| 8e   | Jeremy Van Horebeek | Belgique        | KTM          | 299 |
| 9e   | Stephen Sword       | Grande-Bretagne | Kawasaki     | 291 |
| 10e  | Steven Frossard     | France          | Kawasaki     | 289 |
| 11e  | Manuel Monni        | Italie          | Yamaha       | 277 |
| 12e  | Anthony Boissiere   | France          | KTM          | 263 |
| 13e  | Joel Roelants       | Belgique        | KTM          | 216 |
| 14e  | Marvin Musquin      | France          | Honda        | 189 |
| 15e  | Davide Guarneri     | Italie          | Yamaha       | 181 |
| 16e  | Jeremy Tarroux      | France          | KTM          | 169 |
| 17e  | Gert Krestinov      | Estonie         | KTM          | 118 |
| 18e  | Carl Nunn           | Grande-Bretagne | Suzuki       | 118 |
| 19e  | Gregory Aranda      | France          | Kawasaki     | 101 |
| 20e  | Matti Seistola      | Finlande        | Honda        | 96  |
| 21e  | Gautier Paulin      | France          | Kawasaki     | 95  |
| 22e  | Zachary Osborne     | États-Unis      | Yamaha       | 77  |
| 23e  | Alessandro Lupino   | Italie          | Yamaha       | 75  |
| 24e  | Evgueni Bobryschev  | Russie          | Yamaha       | 71  |
| 25e  | Wyatt Avis          | Afrique du Sud  | Honda        | 56  |
| 26e  | Erik Eggens         | Pays-Bas        | Suzuki       | 51  |
| 27e  | Mateo Bonini        | Italie          | Yamaha       | 48  |
| 28e  | Jason Dougan        | Grande-Bretagne | Suzuki       | 48  |
| 29e  | Jake Nicholls       | Grande-Bretagne | Suzuki       | 41  |
| 30e  | Pascal Leuret       | France          | Suzuki       | 36  |

## Classement des pilotes MX3
| Pos. | Pilote                  | Pays               | Constructeur | Pts |
| ---- | ----------------------- | ------------------ | ------------ | --- |
| 1.   | Sven Breugelmans        | Belgique           | KTM          | 541 |
| 2.   | Christian Beggi         | Italie             | Honda        | 532 |
| 3.   | Christophe Martin       | France             | Husqvarna    | 524 |
| 4.   | Thomas Allier           | France             | Husqvarna    | 374 |
| 5.   | Alvaro Lozano           | Espagne            | KTM          | 352 |
| 6.   | Kristof Salaets         | Belgique           | Honda        | 298 |
| 7.   | Martin Zerava           | République tchèque | Honda        | 285 |
| 8.   | Patrick Caps            | Belgique           | Kawasaki     | 273 |
| 9.   | Nicolai Maercher Hansen | Danemark           | Yamaha       | 268 |
| 10.  | Kasper Jensen           | Danemark           | Honda        | 228 |